# Emiolia
Secondo la teoria musicale l'emiolia (o emiola, o hemiola) è un mutamento nella scansione ritmica che consiste nel passaggio da due unità metriche ternarie a tre unità metriche binarie; l'effetto di mutamento ritmico è ben percepibile. L'emiolia può avere anche la durata di una sola battuta. Vediamo alcune possibilità:
- nel metro 6/8 possiamo avere una o più battute che, al posto di due semiminime puntate, hanno tre semiminime senza punto; in questo caso l'emiolia possiamo considerarla un passaggio implicito dal metro 6/8 al metro 3/4
- nel metro 3/4 possiamo avere il passaggio da tre semiminime senza punto a due semiminime puntate, oppure anche il passaggio da due minime puntate (una coppia di battute) a tre minime senza punto, la seconda delle quali sta "a metà" tra la prima e la seconda battuta e viene indicata con una legatura di valore tra due semiminime; questa seconda forma si ritrova, ad esempio,in alcuni Valzer di Čajkovskij, come il Valzer dei fiori: possiamo considerarla un passaggio implicito da 3/4 a 3/2

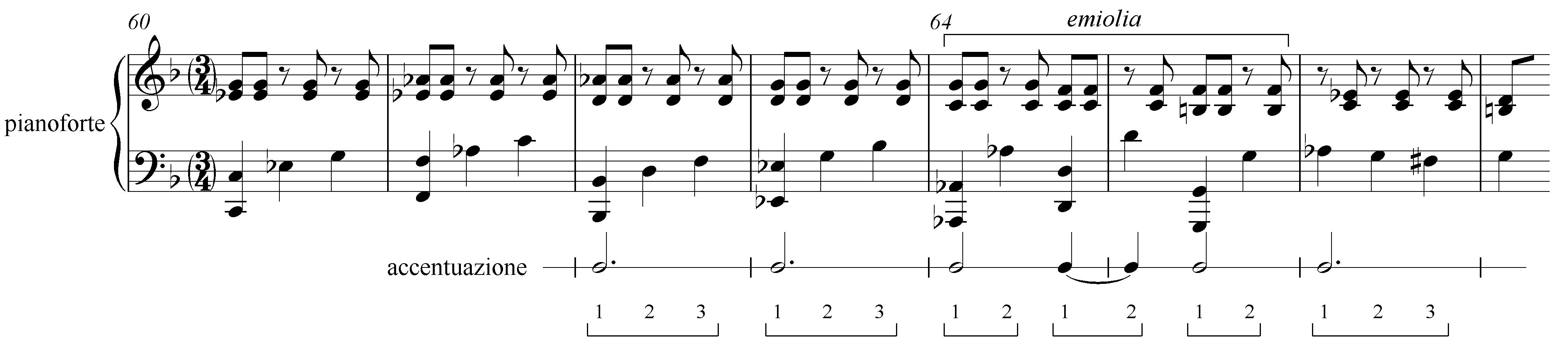
Esempio di hemiolia nel primo tempo della sonata per pianoforte K332 di W.A. Mozart. Lo spostamento dell'accento a misura 64 e 65 fa sì che due misure di 3/4 vengano percepite come 3 misure da 2/4, o meglio, una misura di 3/2

L'emiolia è stata impiegata in tutte le epoche della storia della musica europea a partire dal '300. Nel '600 la troviamo ad es. nella musica di Monteverdi, in quella di Arcangelo Corelli, nei compositori della seconda metà del '600 francese; nel '700 in Vivaldi, Haendel (un esempio è il Minuetto della Musica per i reali fuochi d'artificio), talvolta anche in J.S. Bach (alla fine della Ciaccona per violino solo) e in Mozart; nell'800 Fryderyk Chopin la utilizzò nella Grande Valse op. 42; è presente anche in Brahms, Dvořák, Čajkovskij e altri. È presente anche nel musical West Side Story ed in particolare nel brano America. È frequente, poi, nella musica spagnola. Per fare un esempio moderno anche i Beatles la utilizzarono in HERE COMES THE SUN del 1969.